# 1574年
| 千纪： | 2千纪 |
| 世纪： | 15世纪 \| 16世纪 \| 17世纪                                                                                 |
| 年代： | 1540年代 \| 1550年代 \| 1560年代 \| 1570年代 \| 1580年代 \| 1590年代 \| 1600年代                           |
| 年份： | 1569年 \| 1570年 \| 1571年 \| 1572年 \| 1573年 \| 1574年 \| 1575年 \| 1576年 \| 1577年 \| 1578年 \| 1579年 |
| 纪年： | 甲戌年（狗年）；明万历二年；越南莫朝崇康七年，后黎朝嘉泰二年；日本天正二年                                 |

## 大事记
- 武田軍在明智城之戰戰勝織田軍，佔領美濃國明智城，使原本來救援的織田六萬大軍退回岐阜。
- 上杉謙信與北條氏政軍在利根川對峙，北條家再度進攻關宿城，謙信救援失利，上杉家在關東的勢力大為衰退。
- 武田軍在高天神城之戰攻下德川軍的高天神城（日语：高天神城）（今屬靜岡縣掛川市）。
- 能登國大名畠山義慶突然死亡，有遭到遊佐續光暗殺之説，弟弟畠山義隆繼位。
- 土耳其占领突尼斯，建立突尼西亞行省，哈夫斯王朝滅亡。
- 阿爾及利亞之奧斯曼軍推翻薩阿德王朝國王穆罕默德三世，穆罕默德三世逃奔葡萄牙。
- 王杲联合诸部袭击明辽阳、沈阳，为李成梁击破。不久，为哈达贝勒王台所擒，献俘明廷。次年被杀。
- 法國胡格諾派領袖孔代親王和納瓦拉的亨利逃出巴黎宮廷，第五次法國宗教戰爭爆發。
- 11月29日——林鳳率領日本與留日漢人海盜集團入侵西班牙殖民地首都發起馬尼拉之戰，最終被迫撤退。

## 出生
- 3月1日——結城秀康，德川家康次男。（1607年6月2日逝世）

## 逝世
- 3月27日——武田信虎，日本戰國時期源氏甲斐的大名，武田信玄之父。（1494年出生）
- 5月30日——查理九世，法國瓦盧瓦王朝國王。（1550年出生）
- 里見義堯，日本戰國時代的武將、大名，安房國里見氏的當主。（1507年出生）
- 畠山義慶，日本戰國時代的武將、大名，能登國畠山氏的當主。（1554年出生）